# 奧莉芙·貝登堡
奧莉芙·聖克萊·貝登堡，貝登堡男爵夫人，GBE（英語：Olave St Clair Baden-Powell, Baroness Baden-Powell，1889年2月22日—1977年6月25日），出生於英國切斯特菲爾德，原名為奧莉芙·聖克萊·索姆斯（Olave St Clair Soames），後來被稱為奧莉芙，貝登堡勳爵夫人（Olave, Lady Baden-Powell）或貝登堡勳爵太夫人（The Dowager Lady Baden-Powell，當羅伯特·貝登堡過世時），為童軍運動與女童軍運動的創始者，投入超過35年。
1918年，奧莉芙擔任英國女童軍總領袖，隨後於同年接受了金質銀魚獎章，該獎章只有2個人得到；1930年則任職世界女童軍總領袖。她在女童軍運動當中付出相當大的貢獻，一生造訪111個國家，參與國際童軍大露營，以及造訪各國童軍和女童軍總會。

## 外部連結
- Olave Baden Powell — The World Chief Guide including a timeline
- Family details (from ePeerage) （页面存档备份，存于）
- Robert Baden-Powell
- Photographs
- Olave's ancestry — one line
- 在Find a Grave上的奧莉芙·貝登堡